# Mario Feliciani
Mario Feliciani (Milano, 12 marzo 1918 – Barcellona, 11 agosto 2008) è stato un attore e doppiatore italiano.

## Biografia
Formatosi alla scuola del Teatro dei Filodrammatici di Milano, recitò nei primi anni cinquanta con Vittorio Gassman, prima di approdare in televisione. Artista dalla spiccata personalità, si specializzò nell'interpretazione di personaggi autoritari. Fu Egisto in Oreste (1958), il principe Valkorskij in Umiliati e offesi (1959) e Napoleone III in Ottocento (1959). Nel 1961 recitò ne Il caso Maurizius e l'anno seguente vestì i panni del capofamiglia in Ore disperate.
Diede vigore al personaggio di Svidrigajlov in Delitto e castigo (1963) e a Corso Donati in Vita di Dante (1965). Indimenticabile resta poi l'autorevole benevolenza con cui interpretò il Cardinale Federigo ne I promessi sposi (1967) di Bolchi, e il padre di Agnese nel David Copperfield televisivo del 1965. Inoltre prese parte agli sceneggiati Padri e figli (1958), Le inchieste del commissario Maigret (1966-1968), Joe Petrosino (1972), La Certosa di Parma (1981) e Camilla (1992).
Dopo aver ricoperto il ruolo di patriarca in Piccoli borghesi (1968) e quello di Cuff nello sceneggiato La Pietra di Luna (1972), ridusse le sue apparizioni televisive per dedicarsi intensamente all'attività teatrale e cinematografica. Nella sua ampia filmografia si ricorda l'interpretazione dello sceriffo nel western Uccideva a freddo, diretto nel 1967 da Guido Celano.

## Vita privata
Marito dell'attrice e doppiatrice Vittoria Martello, era lo zio della doppiatrice Melina Martello. Morì in Spagna all'età di 90 anni l'11 agosto 2008.

## Prosa teatrale
- Cristo ha ucciso, di Gian Paolo Callegari, regia di Guido Salvini, prima a Venezia il 1º ottobre 1948

## Prosa radiofonica Rai
- Riccardo II, di William Shakespeare, regia di Enzo Ferrieri, trasmessa il 19 dicembre 1949.
- Elettra, di Sofocle, regia di Giorgio Strehler, trasmessa il 18 luglio 1952.
- Don Giovanni, di Ronald Duncan, regia di Alberto Casella, traduzione di Anna Proclemer, trasmessa il 28 novembre 1952.
- Il pastor fido, di Gian Battista Guarini, regia di Guglielmo Morandi, trasmessa il 16 settembre 1953
- Il lupo perde il pelo..., radiocommedia di Alberto Perrini, regia di Pietro Masserano Taricco, trasmessa il 23 gennaio 1954.
- L'ortolano di Samo, di Charles Vildrac, regia di Guglielmo Morandi, trasmessa il 30 ottobre 1953.
- Il ritorno di Ulisse, di Stanisław Wyspiański, regia di Pietro Masserano Taricco, trasmessa il 19 marzo 1954.
- Cristoforo Colombo, radiodramma di Charles Bertin, regia di Guglielmo Morandi, trasmessa il 5 maggio 1954.
- Il simposio, di Platone, regia di Pietro Masserano Taricco, trasmessa il 4 giugno 1954.
- Sogno di una notte di mezza estate, di William Shakespeare, regia di Guglielmo Morandi, trasmessa il 12 luglio 1954.
- Il mondo della noia, di Edouard Pailleron, regia di Guglielmo Morandi, trasmessa il 3 agosto 1954.
- È mezzanotte, dottor Schweitzer, di Gilbert Cesbron, regia di Luigi Squarzina, trasmessa il 1º novembre 1954.
- L'assedio di Numanzia, di Miguel de Cervantes, regia di Corrado Pavolini, trasmessa il 5 novembre 1954.
- La famiglia Barrett, di Rudolf Besier, regia di Pietro Masserano Taricco, trasmessa il 7 marzo 1955.
- Kean, di Alexandre Dumas (padre) e Jean-Paul Sartre, regia di Vittorio Gassman e Luciano Lucignani, trasmessa il 30 maggio 1955.
- Topaze, di Marcel Pagnol, regia di Guglielmo Morandi, trasmessa il 21 novembre 1955
- Britannico, di Jean Racine, regia di Corrado Pavolini, trasmessa il 9 dicembre 1955.
- Il falso usignolo, radiocomposizione di Ugo Bosco, regia di Marco Visconti, trasmessa il 4 gennaio 1956.
- Roberto il Guiscardo, di Heinrich von Kleist, regia di Corrado Pavolini, trasmessa il 1º febbraio 1956.
- Enrico di Ofterdingen, di Novalis, regia di Pietro Masserano Taricco, trasmessa il 15 febbraio 1956.
- Le trame dell'amore e del caso, di Pierre de Marivaux, regia di Corrado Pavolini, trasmessa il 16 marzo 1956.
- La tragedia di re Riccardo III, di William Shakespeare, regia di Pietro Masserano Taricco, trasmessa il 26 giugno 1956.
- Paria, di August Strindberg, regia di Sandro Bolchi, trasmessa il 27 giugno 1956.
- Filottete, di Sofocle, regia di Guglielmo Morandi, trasmessa il 12 ottobre 1956.
- Rosmersholm, di Henrik Ibsen, regia di Guglielmo Morandi, trasmessa il 23 novembre 1956.
- Torniamo a Matusalemme, di George Bernard Shaw, regia di Guglielmo Morandi, trasmessa il 12-14-19 dicembre 1956.
- Francillon, di Alexandre Dumas (figlio), regia di Umberto Benedetto, trasmesso il 25 marzo 1957.
- La maestrina, di Dario Niccodemi, regia di Guglielmo Morandi, trasmessa il 12 agosto 1957.
- La fonte risanatrice, di Ludvig Holberg, regia di Sandro Bolchi, trasmessa il 2 luglio 1960.
- La congiura, di Giorgio Prosperi, regia di Luigi Squarzina, trasmessa il 5 luglio 1960.
- Hughie, di Eugene O'Neill, regia di Flaminio Bollini, trasmessa il 13 novembre 1960.

## Prosa televisiva Rai
- Umiliati e offesi, regia di Vittorio Cottafavi, trasmesso nel 1958.
- La pelle degli altri, di Arthur Miller e Romildo Craveri, regia di Mario Landi, trasmesso il 20 novembre 1959.
- Rancore di Diego Fabbri, regia di Claudio Fino, trasmesso il 5 ottobre 1962.
- Grandezza naturale, regia di Carlo Lodovici (1963)
- Lo scapolo, regia di Flaminio Bollini, trasmesso sul Secondo programma il 18 novembre 1964
- La porta chiusa di Marco Praga, regia di Guglielmo Morandi, trasmesso il 4 giugno 1965.
- Le piccole volpi, regia di Vittorio Cottafavi, trasmessa il 12 novembre 1965
- I promessi sposi nel ruolo del Cardinal Federigo, regia di Sandro Bolchi, trasmesso dal 1º gennaio al 19 febbraio 1967
- Le inchieste del commissario Maigret, nel ruolo del Procuratore, regia di Mario Landi, episodi: La vecchia signora di Bayeux (1966) e Maigret e i diamanti (1968).

## Filmografia

### Cinema
- Il paese senza pace, regia di Leo Menardi (1943)
- Vendetta... sarda, regia di Mario Mattoli (1952)
- Fratelli d'Italia, regia di Fausto Saraceni (1952)
- Noi due soli, regia di Marcello Marchesi, Marino Girolami e Vittorio Metz (1952)
- La figlia del diavolo, regia di Primo Zeglio (1952)
- Cinque poveri in automobile, regia di Mario Mattoli (1952)
- Puccini, regia di Carmine Gallone (1953)
- Ivan, il figlio del diavolo bianco, regia di Guido Brignone (1953)
- Capitan Fantasma, regia di Primo Zeglio (1953)
- Ulisse, regia di Mario Camerini (1954)
- Attila, regia di Pietro Francisci (1954)
- I soliti ignoti, regia di Mario Monicelli (1958)
- La grande guerra, regia di Mario Monicelli (1959)
- Audace colpo dei soliti ignoti, regia di Nanni Loy (1959)
- Tutti a casa, regia di Luigi Comencini (1960)
- L'ultimo dei Vikinghi, regia di Giacomo Gentilomo (1961)
- Gordon, il pirata nero, regia di Mario Costa (1961)
- I fratelli corsi, regia di Anton Giulio Majano (1961)
- I sogni muoiono all'alba, regia di Enrico Gras, Indro Montanelli e Mario Craveri (1961)
- Maciste contro il vampiro, regia di Sergio Corbucci e Giacomo Gentilomo (1961)
- I briganti italiani, regia di Mario Camerini (1961)
- L'ombra di Zorro, regia di Joaquín Luis Romero Marchent (1962)
- La monaca di Monza, regia di Carmine Gallone (1962)
- L'arciere delle mille e una notte, regia di Antonio Margheriti (1962)
- Il figlio del circo, regia di Sergio Grieco (1963)
- Il segno del Coyote (El vengador de California), regia di Mario Caiano (1963)
- I cento cavalieri, regia di Vittorio Cottafavi (1964)
- Anthar l'invincibile, regia di Antonio Margheriti (1964)
- I tre centurioni, regia di Roberto Mauri (1964)
- La rivolta dei barbari, regia di Guido Malatesta (1964)
- Assassinio made in Italy, regia di Silvio Amadio (1965)
- Casanova '70, regia di Mario Monicelli (1965)
- Rose rosse per Angelica, regia di Steno (1965)
- L'incendio di Roma, regia di Guido Malatesta (1965)
- El Greco, regia di Luciano Salce (1966)
- Uccideva a freddo, regia di Guido Celano (1967)
- Maigret a Pigalle, regia di Mario Landi (1967)
- Giurò... e li uccise ad uno ad uno... Piluk il timido, regia di Guido Celano (1968)
- L'albero di Natale, regia di Terence Young (1969)
- Uomini contro, regia di Francesco Rosi (1970)
- Roma bene, regia di Carlo Lizzani (1971)
- Cose di Cosa Nostra, regia di Steno (1971)
- Il baco da seta, regia di Mario Sequi (1974)
- Un poliziotto scomodo, regia di Stelvio Massi (1978)
- Il leone del deserto, regia di Mustafa Akkad (1981)
- Pierino medico della Saub, regia di Giuliano Carnimeo (1981)
- Bosco d'amore, regia di Alberto Bevilacqua (1981)
- Amici miei - Atto IIIº, regia di Nanni Loy (1985)

### Televisione
- La resa dei conti, regia di Marco Leto – miniserie TV (1969)
- Murat, regia di Silverio Blasi – miniserie TV (1975)
- I giochi del diavolo, regia di Giulio Questi – miniserie TV (1981)
- La Certosa di Parma, regia di Mauro Bolognini – miniserie TV (1983)
- La scalata, regia di Vittorio Sindoni – miniserie TV (1993)
- Carosello, rubrica pubblicitaria televisiva (1967 - 1968, insieme a numerosi altri attori, sketch per la cioccolata Nutella della Ferrero)

## Doppiaggio
- David Opatoshu in I due nemici
- Robert Ryan in Quella sporca dozzina
- Ferdy Mayne in Per favore, non mordermi sul collo!
- Henry Fonda in Non è più tempo d'eroi
- Sterling Hayden in Il dottor Stranamore - Ovvero: come ho imparato a non preoccuparmi e ad amare la bomba
- Laurence Olivier in L'uomo venuto dal Kremlino
- Donald Pleasence in Ombre e nebbia
- George C. Scott in Patton, generale d'acciaio
- Carl Duering e Godfrey Quigley in Arancia meccanica
- André Morell in Barry Lyndon
- Mako in Conan il barbaro
- Mike Mazurki ne Il grande sentiero
- George Rigaud in Sugar Colt
- Heinz Reincke in Il ponte di Remagen
- Jack Elam in La corsa più pazza d'America
- José Ferrer in Una commedia sexy in una notte di mezza estate
- John Williams in Erasmo il lentigginoso
- John Wayne in Combattenti della notte
- Samson Burke in Odissea
- Manfred Freyberger in Quel maledetto giorno della resa dei conti
- Harry Andrews in La notte dei generali
- Walter Connolly in La buona terra
- Roger Planchon in Danton
- José Bódalo in Django
- Dean Jagger in L'ultimo combattimento di Chen
- Fernando Rey in Due mafiosi contro Goldginger
- Carlo Tamberlani in Viva Gringo
- Francesco Magno in Roma
- Cecrope Barilli in Prima della rivoluzione
- Burgess Meredith in Magic - Magia
- Philip Latham in Forza 10 da Navarone
- Conrado San Martín in Simon Bolivar

Ha prestato la sua voce anche a vari personaggi in alcune puntate del telefilm Colombo

### Film d'animazione
- Napoleone in Gli Aristogatti
- Specchio Magico in Biancaneve e i sette nani (ed.1972)